# Vatroslav Lisinskis konserthus
Vatroslav Lisinskis konserthus (kroatiska: Koncertna dvorana Vatroslava Lisinskog, ibland även Koncertna dvorana Vatroslav Lisinski) är ett konserthus i Zagreb i Kroatien. Konserthuset ligger i stadsdelen Trnje och är uppkallat efter den kroatiske 1800-tals kompositören Vatroslav Lisinski. Den består av en stor hall med plats för 1 841 gäster samt en mindre hall med plats för 305 gäster. Byggnaden invigdes år 1973 och höll år 1990 värdskapet för Eurovision Song Contest.

## Byggnadshistoria
Beslutet att bygga ett nytt konserthus i Zagreb fattades år 1957. Bygget påbörjades 1961 sedan en arkitekturtävling hållits i vilken ett team lett av Marijan Heberle vunnit. Det skulle dock dröja innan byggnaden stod klar och den officiella invigningen hölls först den 29 december 1973.

### Fotnoter
1. ↑  Zagreb-touristinfo.hr (engelska)